# Hélène Huby
Pour les articles homonymes, voir Huby.
Hélène Huby, née Hélène Claire Anise Postel-Vinay, est une entrepreneuse française, cofondatrice et directrice générale de la société d'exploration spatiale The Exploration Company.

## Biographie
Hélène Huby étudie en classes préparatoires au lycée Henri IV, avant d'intégrer l'École normale supérieure par le concours B/L en 1999. Elle étudie ensuite à Sciences Po où elle obtient un master en administration publique puis est admise à l'ENA dans la promotion 2004-2006.
Elle en sort administratrice civile affectée au ministère chargé de la Recherche mais préfère rejoindre le secteur privé pour travailler dans la presse, chez Europolitics à Bruxelles puis chez Bayard.
Elle rejoint ensuite l'entreprise Fabernovel en Allemagne, où elle contribue notamment au développement en 2009 du service Digital Trends de création automatique de diaporamas et, en 2010, de la plateforme Glifpix de financement participatif de projets journalistiques.
Elle intègre Airbus Group en 2013, où elle est vice-présidente de la stratégie spatiale puis directrice de programme chez ArianeGroup. Elle rejoint ensuite la division Airbus Defence ans Space, où elle pilote l'innovation en 2015, puis devient vice-présidente Orion-ESM (module de service européen du vaisseau). En 2016, elle fait partie des 100 leaders de l'économie française de moins de 40 ans distingués par l'Institut Choiseul.
Elle lance en 2017 le fonds de capital risque Global Space Ventures en vue de financer une dizaine de jeunes pousses dans le domaine spatial. Elle démissionne d'Airbus Defence and Space en 2021 pour créer sa propre entreprise d'exploration spatiale, The Exploration Company, qui développe une capsule spatiale.
Elle remporte en octobre 2023 le prix de l'entrepreneur de l'année du cabinet EY dans la catégorie start-up. Nommée chevalière de l'ordre national du Mérite le 29 novembre 2023 et reçoit le prix « visionnaire » des Trophées de l’impact de l’Opinion en décembre 2023.

## Décorations
- Chevalière de l'ordre national du Mérite (décret du 29 novembre 2023)[14]